# Энох Арден (фильм)
«Энох Арден» (англ. «Enoch Arden») — короткометражный драматический фильм, снятый Дэвидом Гриффитом в 1911 году. Основан на одноименной поэме Альфреда Теннисона. В центре сюжета история моряка, который отправился в плавание, но попал в кораблекрушение и вернулся домой только спустя десять лет. К этому времени двое его старших детей уже выросли, младший ребенок умер, а жена вышла замуж за его соперника и друга детства.
«Энох Арден» часто путают с более ранним 17-минутным фильмом Гриффита «Много лет спустя». Он вышел на экраны в 1908 году и также был поставлен по поэме Теннисона.
Об «Энохе Ардене» часто говорят как о картине, с которой началось широкое и осознанное использование крупностей и параллельного монтажа, а также осознание преимуществ многочастевых фильмов продолжительностью более 15-17 минут. Несмотря на опасения студии «Байограф», фильм имел отличный прокат как в США, так и за границей.

## Сюжет
Главный герой фильма — скромный рыбак Энох Арден, который вынужден оставить любимую жену Энни Ли и троих детей, чтобы выйти в море со своим старым приятелем. Энни против, но Энох не может отказаться от предложения, так как недавно потерял работу и переживает о благополучии семьи. Этот поступок ярко раскрывает основные черты его характера: храбрость, рассудительность и готовность идти на лишения ради близких.
Прежде чем отправиться в плавание Энох просит своего состоятельного друга Филипа присмотреть за Энни, пока его не будет. Филип влюблен в Энни с самого детства, поэтому соглашается.
Во время путешествия корабль, на котором плывет Энох, терпит крушение. Почти весь экипаж погибает, и лишь Эноху вместе с несколькими моряками удается спастись на необитаемом острове.
В это же время в родном городе Энни ждет возвращения супруга. Даже спустя годы, когда все вокруг считают Эноха погибшим, она продолжает приходить на берег и вглядываться вдаль, надеясь увидеть корабль. Только после уговоров детей Энни соглашается оставить прошлое, принять предложение Филипа и переселиться в его дом.
Стойкость духа и любовь к Энни помогают Эноху не погибнуть на острове и все-таки вернуться домой. Спустя десять лет он неузнаваемым появляется в родном городе, но обнаруживает, что его жена замужем за другим, и у них есть ребенок. Несмотря на разбитое сердце, он не раскрывает жене и детям факт своего спасения — он любит их слишком сильно и не хочет разрушать их счастье.
В конце фильма Энох умирает с улыбкой на лице.

### Литературный первоисточник
«Энох Арден» — поэма, опубликованная Альфредом Теннисоном в 1864 году. Ее можно считать авторской интерпретацией мифа об Одиссее, которому после 20-летнего отсутствия удалось возвратиться к верно ждавшей его жене. В основу поэмы положена реальная история, рассказанная Теннисону Томасом Вулнером.
Позже в честь произведения был назван закон, согласно которому человека объявляли мертвым, если тот отсутствовал более семи лет .Это позволяло супругам повторно выходить замуж, а родственникам претендовать на наследство.
Гриффит с детства был влюблен в литературу и даже мечтал стать поэтом, но мечта так и не исполнилась. Это отчасти объясняло его желание переносить на экраны классические литературные произведения. Он стремился найти в кинематографическом способы выражения поэтического и снял несколько фильмов по стихам. Поэму Теннисона Гриффит экранизировал трижды.
Первая экранизация — «Много лет спустя» (1908). В ней режиссер дает указание на первоисточник, но имена героев и название поэмы меняет — вместо Эноха Ардена, например, у него Джон Дэвис. Вторая экранизация — «Неизменное море» (1910). В ней Гриффит опирается на стихотворение Чарльза Кингсли «Три рыбака». Третья экранизация — «Энох Арден» (1911). Здесь уже декларируется прямая связь с поэмой Теннисона. Есть и четвертая версия — «Энох Арден» (1915), ее снял режиссер Кристи Кабан под руководством Дэвида Гриффита.

## Съемочная группа

### Режиссер
- Дэвид Уорк Гриффит

### Актеры
- Уилфред Лукас — Энох Арден
- Линда Арвидсон — Энни Ли
- Френсис Дж. Грэндон — Филип Рэй
- Джордж Николс — Капитан
- Джозеф Грейбилл — моряк, потерпевший кораблекрушение
- Альфред Пегит — моряк, потерпевший кораблекрушение
- Джини Макферсон — девушка на пляже
- Бланш Свит — девушка на пляже

### Сценаристы
- Линда Арвидсон
- Альфред Лорд Теннисон

### Оператор
- Готфрид Вильгельм Битцер

## Художественные особенности
«Энох Арден» — этапный фильм, задавший тон в использовании крупностей и параллельного монтажа, в также в создании кинокартин длиннее стандартных 15-17 минут.
При его создании Гриффиту предстояло решить ключевую проблему — найти способ, как перенести поэзию на экран. Теннисон в своей поэме отводит несколько страниц воспоминаниям Энни о пропавшем супруге. Гриффит же решает разрезать длинный общий план с женой и вставить внутри него крупный план Эноха, скитающегося по необитаемому острову.

Представители «Байографа» крайне негативно отреагировали на такое монтажное решение. Они считали, что зритель не сможет уловить связь, потому что соединение кадров было не повествовательным.
— Как можно вести рассказ, делая такие прыжки? Публика ничего не поймет.
— Допустим, — отвечал Гриффит, — но разве Диккенс не писал таким же образом?
— Конечно, но ведь то был Диккенс. И, кроме того, он писал романы. А тут совсем другое дело.

— Нет, не другое. Эти фильмы тоже показывают события. Я не вижу разницы…
Чуть позже эти слова Гриффита подскажут Эйзенштейну тему для статьи, в которой он будет изучать связь стиля Гриффита со стилем Диккенса
Хотя монтаж Гриффита и не был повествовательным, он сделал так, чтобы кино начало говорить о человеке. Использование крупных планов и параллельного действия позволило ему приблизиться к мыслям и внутренним переживаниям персонажей.

### Крупный кадр
Крупность подразумевает расстояние, на котором, по ощущению зрителей, камера находится от объекта. Чем меньше расстояние, тем больше окружающего пространства окажется вне кадра. В зависимости от крупности объекта выделяют семь типов планов:
- Дальний план — зритель видит героев во весь рост вместе с окружающим их пространством. Акцент делается на окружающем пространстве, а персонаж вторичен.
- Общий план — зритель видит героев во весь рост, а также небольшую часть окружающего пространства, попадающую в кадр. Пространство и персонаж имеют равновесное значение.
- Второй средний план или «американский»— зритель видит часть фигуры героя примерно по колени. Акцент на персонаже, пространству отводится вторичное значение.
- Первый средний план — зритель видит часть туловища героя примерно по пояс. Акцент на персонаже, пространство вторично.
- Крупный план — зритель видит лицо и шею героя. Пространство практически не имеет значения.
- Сверхкрупный план — зритель видит часть лица героя. Пространство на таком плане отсутствует[4].

Пионерами крупного плана были портретисты и иконописцы. Если говорить о кинематографе, то здесь его впервые применил Уильям Диксон в фильме-зарисовке «Чих». В чем же тогда этапность «Эноха Ардена» Гриффита, если прием уже использовался в визуальном искусстве?
Недостаточно просто работать с определенным техническим или драматургическим приемом, важно ввести его в устоявшийся киноязык. Чтобы это произошло, прием должен быть осмыслен кинематографистами и понят зрителями. Этому и способствовал Гриффит. Заслуга режиссера в том, что он начал использовать крупный план с целью подчеркнуть драматизм действий.
После брайтонцев Гриффит первым начал экспериментировать с крупностями. Так, на восьмой минуте фильма Энох входит в свою лачугу, чтобы попрощаться с Энни и детьми. Сначала он обнимает старших детей, затем садится рядом с супругой, вручающей ему младенца. Все это Гриффит запечатлевает неподвижной камерой на среднем плане.

Изначально зритель видит в кадре всех пятерых, но когда Энох подсаживается к Энни, внимание сосредотачивается на них. Появляется титр:
«Напоминание — младенца локон»
Гриффит переключается на крупный план. Зритель видит только Эноха и Энни, вкладывающую локон ребенка в медальон. Такое укрупнение психологически мотивировано — оно задает определенное эмоциональное состояние и заставляет сильнее сопереживать героям. Затем Гриффит возвращается к среднему плану — так он напоминает, что Энох оставляет не только жену, но и детей.
Использование крупных планов позволяет Гриффиту вовлечь зрителя в личные переживания персонажей. Как это работает: режиссер показывает Энни издали, а затем приближается к ней настолько, чтобы было хорошо видно лицо. Кажется, если продвинуться чуть дальше, то можно проникнуть за внешнюю оболочку героини и оказаться в ее мыслях.
В таком контексте крупный план — не самоцель. Вместе с последующими кадрами он объясняет зрителю смысл происходящего и способствует драматургическому раскрытию персонажей.

### Параллельный монтаж
Параллельный монтаж необязательно должен отображать события, которые происходят одновременно в разных местах. И заслуга Гриффита в том, что он изобрел вид параллельного монтажа, позволяющего вести несколько сюжетных линий, происходящих в разное время и в разных местах.
Вот как Ричард Шикель комментирует решение Гриффита использовать параллельный монтаж в фильме «Энох Арден»:
«В этом фильме не было погони, что само по себе — большое новаторство, и в нем действительно было очень мало действия. Более того, в него было введено несколько рискованных параллельных кадров: Энни Ли видела своего потерпевшего кораблекрушение мужа на пустынном острове (каким образом она узнала, что он находится на этом острове, никогда не было объяснено). Энох же на пустынном берегу „видел“ давно минувшие радости домашней жизни».
Под «рискованными кадрами» Шикель понимает неожиданные чередования Энни на берегу и Эноха на необитаемом острове. Для Шикеля это выглядит как языковая аномалия, которая зачем-то пытается сблизить совершенно разнородные кадры. И если поэма Теннисона разрешает недоумение Шикеля, то фильм Гриффита, сохраняет некую неопределенность и не дает ответа на его вопрос.
Следующие 20 минут экранного времени после того, как Энни и дети провожают Эноха, проходят в режиме параллельного действия:
| Первое место действия                                          | Второе место действия                                      |
| -------------------------------------------------------------- | ---------------------------------------------------------- |
| Энни и дети стоят на берегу и ждут возвращения корабля         | Энох и его команда борются со штормом                      |
| Грустная Энни на берегу обнимает детей                         | Энох с другими матросами бродит в тропических лесах        |
| Филип приходит на берег к Энни, чтобы сделать ей предложение   | Энох находит мертвым своего последнего товарища            |
| Филип занимается с детьми Энни                                 | Энох ищет себе пропитание                                  |
| Энни уступает просьбам Филипа и начинает жить с ним в его доме | Эноха спасает судно, случайно оказавшееся рядом с островом |
| Энни и Филипу приносят младенца                                | Энох приходит в трактир и узнает о судьбе своей семьи      |

С помощью параллельного монтажа Гриффит усиливает воздействие фильма на зрителя — заставляет сопереживать и сострадать главному герою. Поочередно показывая то Эноха, то его жену Энни, режиссер подчеркивает тоску и нетерпение разлученных любящих сердец.

### Продолжительность
Гриффит понимал, что короткометражного формата недостаточно для психологической проработки персонажа или истории, поэтому решился на увеличение хронометража в «Энохе Ардене». Он снимает его как двухчастевый фильм общей продолжительностью 33 минуты.
Фактически, «Энох Арден» является авторемейком «Много лет спустя». Историю, которая была кратко и конспективно изложена в фильме 1908 года, Гриффит увеличивает до получаса, и тем самым делает возможной ее детальную проработку. Во многом именно благодаря увеличению хронометража крупные планы и параллельный монтаж уже воспринимаются не просто как визуальный эксперимент, а начинают работать на изображение психологии персонажей.
Компания «Байограф» не хотела продавать две части по цене одной, поэтому выпустила «Эноха Ардена» в прокат как два отдельных фильма. Первый заканчивался сценой с грустной Энни на берегу, а второй начинался со сватовства Филипа на том же месте. Зрители, посмотревшие обе части, настаивали, что это действительно один фильм, и требовали, чтобы части показывали вместе. Кинотеатрам пришлось пойти на уступки — двухчастевый фильм показывали целиком, но за двойную плату.
«Энох Арден» пользовался огромной популярностью у зрителей — даже школьников водили на показы, чтобы они могли познакомиться с «почтительным переложением классической поэмы». А вскоре после премьеры все студии начали выпускать двухчастевые фильмы по двойной цене.